# Koetelo
De Koetelo (Bulgaars: Кутело) is een top in de bergketen Pirin, in het zuidwesten van Bulgarije. Met een hoogte van 2.908 meter is het na de Vichren de op een na hoogste piek van de Pirin en de op twee na hoogste van Bulgarije, achter de Moesala. Koetelo heeft een dubbele top (2.907 m en 2.908 m) met een klein zadel tussen beide.
De Koetelo is net als de Vichren opgebouwd uit marmer. De hellingen zijn minder rotsachtig en de berg is relatief eenvoudig te beklimmen. Vanaf de noordoostelijke hellingen loopt er een bergbeklimpad. In het zuiden ligt het Premkata-'zadel', die naar de Vichren leidt. In het noorden ligt de smalle karstrug Kontsjeto, die Koetelo verbindt met de bergtop Banski Soechodol. Er zijn geen gemarkeerde paden naar de top van de Koetelo, maar op de schuine westelijke helling loopt tussen de rotsen het pad van de Vichrenhut naar de Javorovhut. In het gelijknamige waterloze keteldal aan noordoostzijde van de berg kunnen er het hele jaar door sneeuwstormen voorkomen. Aan zuidoostzijde ligt het keteldal Golemija Kazan met de zuidelijkste gletsjer van Europa, Snezjnika. De tweede gletsjer van Pirin is de Banski Soechodolgletsjer op de noordelijke helling van de berg.
Op de hellingen van de Koetelo groeien edelweiss en een aantal andere zeldzame kruidachtige planten. Het vormt een thuisbasis van de balkangems.